# Championnat du Venezuela de football 1977
Navigation
Saison 1976 Saison 1978
La saison 1977 du championnat du Venezuela de football est la vingt-et-unième édition du championnat de première division professionnelle au Venezuela et la cinquante-septième saison du championnat national.
Le championnat est disputé en deux phases :
- lors de la première, les douze équipes s'affrontent deux fois, à domicile et à l'extérieur. Les cinq premiers du classement à l'issue de cette phase se qualifie pour la Liguilla, la poule pour le titre.
- les clubs classés entre la 6e et la 9e place disputent une poule de barrage pour la Liguilla.
- la deuxième phase est la Liguilla proprement dite, qui voit les six qualifiés s'affronter à nouveau deux fois, à domicile et à l'extérieur. Le club en tête à l'issue de cette phase est déclaré champion et se qualifie pour la Copa Libertadores 1978 en compagnie de son dauphin.

C'est le club de Portuguesa FC, double tenant du titre, qui remporte à nouveau la compétition, après avoir terminé en tête de la Liguilla, avec un seul point d'avance sur Estudiantes de Mérida et trois sur le Valencia FC. C'est le quatrième titre de champion du Venezuela de l'histoire du club, qui réussit un second doublé consécutif en s'imposant en finale de la Coupe du Venezuela face au Valencia FC.

## Les clubs participants
| - Deportivo Portugués - Deportivo San Cristóbal - Deportivo Italia - Portuguesa FC - Atlético Zamora - UD Canarias | - Deportivo Galicia - Universitarios de Oriente - Estudiantes de Mérida - Valencia FC - Barquisimeto FC - ULA Mérida |

## Compétition
Le barème utilisé pour établir les différents classements est le suivant :
- Victoire : 2 points
- Match nul : 1 point
- Défaite : 0 point

### Première phase
| Rang | Équipe                    | Pts | J  | G  | N  | P  | Bp | Bc | Diff |
| ---- | ------------------------- | --- | -- | -- | -- | -- | -- | -- | ---- |
| 1    | Portuguesa FCT            | 35  | 22 | 14 | 7  | 1  | 51 | 15 | +36  |
| 2    | Deportivo Italia          | 27  | 22 | 11 | 5  | 6  | 27 | 13 | +14  |
| 3    | Estudiantes de Mérida     | 27  | 22 | 9  | 9  | 4  | 27 | 13 | +14  |
| 4    | Deportivo Portugués       | 27  | 22 | 8  | 11 | 3  | 27 | 18 | +9   |
| 5    | ULA Mérida                | 26  | 22 | 9  | 8  | 5  | 39 | 26 | +13  |
| 6    | Valencia FC               | 26  | 22 | 10 | 6  | 6  | 31 | 20 | +11  |
| 7    | Deportivo Galicia         | 24  | 22 | 9  | 6  | 7  | 24 | 23 | +1   |
| 8    | Barquisimeto FC           | 19  | 22 | 6  | 7  | 9  | 22 | 29 | -7   |
| 9    | Deportivo San Cristóbal   | 18  | 22 | 7  | 4  | 11 | 30 | 36 | -6   |
| 10   | Universitarios de Oriente | 16  | 22 | 4  | 8  | 10 | 18 | 36 | -18  |
| 11   | Atlético Zamora           | 12  | 22 | 3  | 6  | 13 | 14 | 37 | -23  |
| 12   | UD Canarias               | 7   | 22 | 2  | 3  | 17 | 16 | 60 | -44  |

|  | Qualification pour la Liguilla                                |
|  | Qualification pour la poule de qualification pour la Liguilla |
|  | T : Tenant du titre                                           |

### Poule de qualification pour laLiguilla
| Rang | Équipe                  | Pts | J | G | N | P | Bp | Bc | Diff |
| ---- | ----------------------- | --- | - | - | - | - | -- | -- | ---- |
| 1    | Valencia FC             | 4   | 3 | 2 | 0 | 1 | 5  | 3  | +2   |
| 2    | Deportivo Galicia       | 3   | 3 | 1 | 1 | 1 | 3  | 2  | +1   |
| 3    | Deportivo San Cristóbal | 2   | 2 | 1 | 0 | 1 | 3  | 4  | -1   |
| 4    | Barquisimeto FC         | 1   | 2 | 0 | 1 | 1 | 1  | 3  | -2   |

|  | Qualification pour la Liguilla |

### Liguilla
| Rang | Équipe                | Pts | J  | G | N | P | Bp | Bc | Diff |
| ---- | --------------------- | --- | -- | - | - | - | -- | -- | ---- |
| 1    | Portuguesa FCTC       | 14  | 10 | 6 | 2 | 2 | 18 | 9  | +9   |
| 2    | Estudiantes de Mérida | 13  | 10 | 4 | 5 | 1 | 12 | 8  | +4   |
| 3    | Valencia FC           | 11  | 10 | 4 | 3 | 3 | 13 | 12 | +1   |
| 4    | Deportivo Portugués   | 10  | 10 | 3 | 4 | 3 | 14 | 14 | 0    |
| 5    | Deportivo Italia      | 9   | 10 | 4 | 1 | 5 | 14 | 15 | -1   |
| 6    | ULA Mérida            | 3   | 10 | 1 | 1 | 8 | 10 | 23 | -13  |

|  | Qualification pour la Copa Libertadores 1978               |
|  | T : Tenant du titre C : Vainqueur de la Coupe du Venezuela |

## Bilan de la saison
| Championnat du Venezuela de football 1977 |                          |
| Champion                                  | Portuguesa FC (4e titre) |
| Coupes et trophées                        |                          |
| Vainqueur de la Coupe du Venezuela 1977   | Portuguesa FC            |
| Qualifications continentales              |                          |
| Copa Libertadores 1978                    | Portuguesa FC            |
| Copa Libertadores 1978                    | Estudiantes de Mérida    |
| Promotions et relégations                 |                          |
| Promus en Primera División                | Deportivo Lara           |
| Promus en Primera División                | Deportivo Táchira        |
| Relégués en Segunda A                     | Deportivo San Cristóbal  |
| Relégués en Segunda A                     | Barquisimeto FC          |